# Bijfiguur
Een bijfiguur is iemand met een kleine rol in een verhaal, roman of film. Bijfiguren zijn ondergeschikt aan de hoofdpersonen en zijn vooral nuttig voor de aanvulling van het verhaal, maar zeker niet altijd onbelangrijk. In een film of toneelstuk heet een bijfiguur ook wel figurant.
Kenmerken van bijfiguren zijn:
1. Ze kunnen de fantasie en de nieuwsgierigheid van de oplettende toeschouwer prikkelen.
2. Ze kunnen betrokken zijn bij een ontknoping in een verhaal.

De functie van een bijfiguur is dat ze de gebeurtenissen en de hoofdpersonen in een bepaald perspectief plaatsen. Zodoende geven zij diepgang aan het verhaal en geven de hoofdpersoon of -personen meer reliëf. Een voorbeeld is het optreden van Dr. Watson in de verhalen over Sherlock Holmes van de Engelse schrijver Arthur Conan Doyle. Hij is daarin de beschrijver van de lotgevallen van de held, maar dient ook om de briljante invallen van zijn vriend meer onder de aandacht te brengen, terwijl hij zelf op de achtergrond blijft.
In de Amerikaanse filmindustrie worden belangrijke bijrollen in de schijnwerpers gezet bij de jaarlijkse uitreiking van de Oscars. Daar worden prijzen uitgereikt voor de beste mannelijke en vrouwelijk bijrol.